# 维森特·费尔南德斯

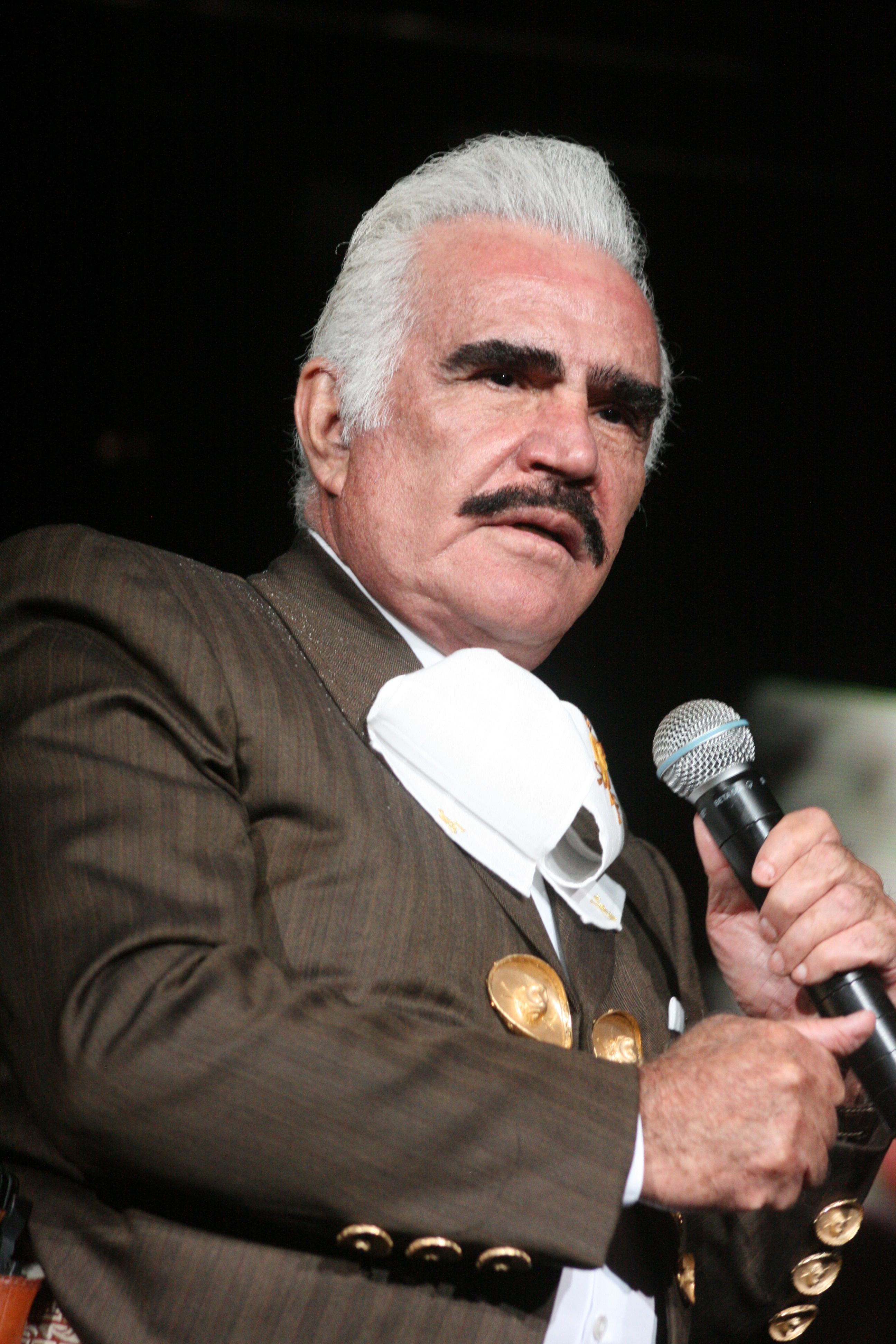
维森特·费尔南德斯

维森特·费尔南德斯·戈麦斯 (Vicente Fernández Gómez，1940年2月17日 - 2021年12月12日) 是墨西哥街頭樂隊歌手、演员和电影制片人。 费尔南德斯從街头表演起家，後來录制了多張专辑并参演多部电影。费尔南德斯的作品为他赢得了四项格莱美奖、 九项拉丁格莱美奖并在好莱坞星光大道。他的专辑在全球售出5000多万张。 
2021年8月6日，费尔南德斯在瓜达拉哈拉的牧场摔倒后送医。 他的颈椎受伤，並且住進重症监护室以及用上了呼吸机。 两周后，他確診格林-巴利综合征。  2021年10月2 日，他的病情有所好转，因而离开重症监护室。  2021年11月30日，他因肺炎引起的并发症再次被送入重症监护室。 12月11日，由于病情恶化，费尔南德斯服用了镇静剂。 12月12日，费尔南德斯去世。 